# Last Chance to Make Amends
Last Chance to Make Amends è l'album di debutto del gruppo musicale statunitense Ice Nine Kills, pubblicato il 18 dicembre 2006 dalla Subrise Records.

## Tracce
1. ...and Our Story Begins – 0:42
2. Last Words – 4:27
3. Chapter Two – 1:21
4. Build a Bridge and Jump off It – 4:01
5. I Do and I Don't – 4:10
6. Tonight We Dance (Interlude) – 0:41
7. Murders and Acquisitions – 3:42
8. What I Really Learned in Study Hall – 2:27
9. Cinder Blocks and Thank You Knots – 4:18
10. Family Unties – 12:58

Tracce bonus nell'edizione giapponese
1. Dead Is the New Black – 4:29
2. Last Words (EP Version) – 4:34

## Formazione
- Spencer Charnas – voce, chitarra ritmica
- Jeremy Schwartz – voce secondaria, chitarra solista
- Andrew Justin Smith – basso, cori
- Grant Newsted – batteria